# Lijst van olympische medaillewinnaars volleybal
Volleybal is een van de sporten die in teamverband op de Olympische Spelen worden beoefend. Deze pagina geeft de lijst van olympische medaillewinnaars in deze sport.

## Mannen
N.B. Bij meervoudige medaillewinnaars staan aantal medailles als (goud-zilver-brons) weergegeven.
| Editie | Goud | Zilver | Brons |
| ------ | --- | --- | --- |
| 1964   | Sovjet-Unie Ivans Bugajenkovs Nikolay Burobin Vazha K'ach'arava Valeri Kalachikhin Vitali Kovalenko Staņislavs Lugailo Georgi Mondzolevski Yuriy Poyarkov Eduard Sibiryakov Joeri Tsjesnokov Yuriy Venherovsky Dmitri Voskoboynikov                                                   | Tsjecho-Slowakije Milan Čuda Bohumil Golián Zdeněk Humhal Petr Kop Josef Labuda Josef Musil Karel Paulus Boris Perušič Pavel Schenk Václav Šmídl Josef Šorm Ladislav Toman                                                                      | Japan Yutaka Demachi Tokihiko Higuchi Naohiro Ikeda Toshiaki Kosedo Tsutomu Koyama Masayuki Minami Teruhisa Moriyama Yūzo Nakamura Katsutoshi Nekoda Yasutaka Sato Sadatoshi Sugahara Takeshi Tokutomi                                                        |
| 1968   | Sovjet-Unie Ivans Bugajenkovs (2-0-0) Yuriy Poyarkov (2-0-0) Eduard Sibiryakov (2-0-0) Oļegs Antropovs Volodymyr Byelyayev Volodymyr Ivanov Valeri Kravchenko Yevhen Lapinsky Vasilijus Matuševas Viktor Mikhalchuk Georgi Mondzolevski Borys Tereshchuk                              | Japan Naohiro Ikeda (0-1-1) Masayuki Minami (0-1-1) Katsutoshi Nekoda (0-1-1) Kenji Kimura Isao Koizumi Yasuaki Mitsumori Jungo Morita Seiji Oko Tetsuo Satō Kenji Shimaoka Mamoru Shiragami Tadayoshi Yokota                                   | Tsjecho-Slowakije Bohumil Golián (0-1-1) Petr Kop (0-1-1) Josef Musil (0-1-1) Pavel Schenk (0-1-1) Zdeněk Groessl Drahomír Koudelka Vladimír Petlák Antonín Procházka Josef Smolka František Sokol Jiří Svoboda Lubomír Zajíček                               |
| 1972   | Japan Masayuki Minami (1-1-1) Katsutoshi Nekoda (1-1-1) Kenji Kimura (1-1-0) Jungo Morita (1-1-0) Seiji Oko (1-1-0) Tetsuo Satō (1-1-0) Kenji Shimaoka (1-1-0) Tadayoshi Yokota (1-1-0) Yoshihide Fukao Yūzo Nakamura Tetsuo Nishimoto Yasuhiro Noguchi                               | DDR Horst Hagen Wolfgang Löwe Wolfgang Maibohm Jürgen Maune Horst Peter Eckehard Pietzsch Siegfried Schneider Arnold Schulz Rudi Schumann Rainer Tscharke Wolfgang Webner Wolfgang Weise                                                        | Sovjet-Unie Yuriy Poyarkov (2-0-1) Valeri Kravchenko (1-0-1) Yevhen Lapinsky (1-0-1) Viktor Borshch Yefim Chulak Vyacheslav Domani Vladimir Kondra Vladimir Patkin Vladimir Putyatov Aleksandr Saprykin Yuri Starunsky Leonid Zayko                           |
| 1976   | Polen Bronisław Bebel Ryszard Bosek Wiesław Gawłowski Marek Karbarz Lech Łasko Zbigniew Lubiejewski Mirosław Rybaczewski Włodzimierz Sadalski Edward Skorek Włodzimierz Stefański Tomasz Wójtowicz Zbigniew Zarzycki                                                                  | Sovjet-Unie Yefim Chulak (0-1-1) Vladimir Kondra (0-1-1) Yuri Starunsky (0-1-1) Vladimir Chernyshov Vladimir Dorokhov Aleksandr Ermilov Oleh Molyboha Anatoliy Polishchuk Aleksandr Savin Pāvels Seļivanovs Vladimir Ulanov Vjatsjeslav Zajtsev | Cuba Alfredo Figueredo Víctor García Diego Lapera Leonel Marshall Steward, Sr. Ernesto Martínez Lorenzo Martínez Jorge Pérez Antonio Rodríguez Carlos Salas Victoriano Sarmientos Jesús Savigne Raúl Vilches                                                  |
| 1980   | Sovjet-Unie Vladimir Kondra (1-1-1) Vladimir Chernyshov (1-1-0) Vladimir Dorokhov (1-1-0) Aleksandr Ermilov (1-1-0) Oleh Molyboha (1-1-0) Aleksandr Savin (1-1-0) Pāvels Seļivanovs (1-1-0) Vjatsjeslav Zajtsev (1-1-0) Valeriy Kryvov Fedir Lashchonov Viljar Loor Yuriy Panchenko   | Bulgarije Yordan Angelov Dimitar Dimitrov Stefan Dimitrov Stoyan Gunchev Hristo Iliev Petko Petkov Kaspar Simeonov Hristo Stoyanov Mitko Todorov Tsano Tsanov Emil Valtchev Dimitar Zlatanov                                                    | Roemenië Marius Căta-Chiţiga Valter Chifu Laurenţiu Dumănoiu Günther Enescu Dan Gîrleanu Sorin Macavei Viorel Manole Florin Mina Corneliu Oros Nicolae Pop Constantin Sterea Nicu Stoian                                                                      |
| 1984   | Verenigde Staten Aldis Berzins Craig Buck Rich Duwelius Douglas Dvorak Karch Kiraly Chris Marlowe Patrick Powers Steven Salmons Dave Saunders Paul Sunderland Steve Timmons Marc Waldie                                                                                               | Brazilië Amauri Badalhoca Bernard Bernardinho Domingos Maracanã Fernandão Marcus Vinícius Montanaro Renan Rui William Xandó | Italië Franco Bertoli Francesco Dall'Olio Giancarlo Dametto Guido De Luigi Giovanni Errichiello Giovanni Lanfranco Andrea Lucchetta Pier Paolo Lucchetta Marco Negri Piero Rebaudengo Paolo Vecchi Fabio Vullo                                                |
| 1988   | Verenigde Staten Craig Buck (2-0-0) Karch Kiraly (2-0-0) Dave Saunders (2-0-0) Steve Timmons (2-0-0) Bob Ctvrtlik Scott Fortune Ricci Luyties Douglas Partie Jon Root Eric Sato Jeff Stork Troy Tanner                                                                                | Sovjet-Unie Vjatsjeslav Zajtsev (1-2-0) Yaroslav Antonov Yuri Cherednik Evgeni Krasilnikov Andrei Kuznetsov Valeri Losev Yuriy Panchenko Igor Runov Yuri Sapega Vladimir Shkurikhin Oleksandr Sorokalet Raimonds Vilde                          | Argentinië Daniel Castellani Daniel Colla Hugo Conte Juan Cuminetti Esteban de Palma Alejandro Diz Waldo Kantor Esteban Martínez Raúl Quiroga Jon Uriarte Carlos Weber Claudio Zulianello                                                                     |
| 1992   | Brazilië Amauri (1-1-0) Carlão Douglas Giovane Janelson Jorge Edson Maurício Marcelo Negrão Paulão Pampa Talmo Tande | Nederland Edwin Benne Peter Blangé Ron Boudrie Henk-Jan Held Martin van der Horst Marko Klok Olof van der Meulen Jan Posthuma Avital Selinger Martin Teffer Ronald Zoodsma Ron Zwerver                                                          | Verenigde Staten Steve Timmons (2-0-1) Bob Ctvrtlik (1-0-1) Scott Fortune (1-0-1) Douglas Partie (1-0-1) Jeff Stork (1-0-1) Nick Becker Carlos Briceno Dan Greenbaum Brent Hilliard Bryan Ivie Bob Samuelson Eric Sato                                        |
| 1996   | Nederland Peter Blangé (1-1-0) Henk-Jan Held (1-1-0) Olof van der Meulen (1-1-0) Jan Posthuma (1-1-0) Ron Zwerver (1-1-0) Bas van de Goor Mike van de Goor Guido Görtzen Rob Grabert Misha Latuhihin Brecht Rodenburg Richard Schuil                                                  | Italië Lorenzo Bernardi Vigor Bovolenta Marco Bracci Luca Cantagalli Andrea Gardini Andrea Giani Pasquale Gravina Marco Meoni Samuele Papi Andrea Sartoretti Paolo Tofoli Andrea Zorzi                                                          | Joegoslavië Vladimir Batez Dejan Brđović Đorđe Đurić Andrija Gerić Nikola Grbić Vladimir Grbić Rajko Jokanović Slobodan Kovač Đula Mešter Žarko Petrović Željko Tanasković Goran Vujević                                                                      |
| 2000   | Joegoslavië Vladimir Batez (1-0-1) Andrija Gerić (1-0-1) Nikola Grbić (1-0-1) Vladimir Grbić (1-0-1) Slobodan Kovač (1-0-1) Đula Mešter (1-0-1) Goran Vujević (1-0-1) Slobodan Boškan Vasa Mijić Ivan Miljković Veljko Petković Igor Vušurović                                        | Rusland Aleksandr Gerasimov Valeri Goryushev Aleksey Kazakov Vadim Chamoettskich Aleksej Koelesjov Evgeni Mitkov Ruslan Olikhver Ilya Savelev Igor Shulepov Sergej Tetjoechin Konstantin Ushakov Roman Yakovlev                                 | Italië Marco Bracci (0-1-1) Andrea Gardini (0-1-1) Andrea Giani (0-1-1) Pasquale Gravina (0-1-1) Marco Meoni (0-1-1) Samuele Papi (0-1-1) Andrea Sartoretti (0-1-1) Paolo Tofoli (0-1-1) Mirko Corsano Alessandro Fei Luigi Mastrangelo Simone Rosalba        |
| 2004   | Brazilië Anderson André André Heller Dante Giba Giovane Gustavo Maurício Nalbert Ricardinho Rodrigão Sérgio | Italië Andrea Giani (0-2-1) Samuele Papi (0-2-1) Andrea Sartoretti (0-2-1) Paolo Tofoli (0-2-1) Alessandro Fei (0-1-1) Luigi Mastrangelo (0-1-1) Matej Černič Alberto Cisolla Paolo Cozzi Damiano Pippi Venceslav Simeonov Valerio Vermiglio    | Rusland Aleksey Kazakov (0-1-1) Vadim Chamoettskich (0-1-1) Aleksej Koelesjov (0-1-1) Sergej Tetjoechin (0-1-1) Konstantin Ushakov (0-1-1) Pavel Abramov Sergej Baranov Stanislav Dineykin Andrey Egorchev Taras Khtey Aleksandr Kosarev Aleksey Verbov       |
| 2008   | Verenigde Staten Lloy Ball Gabe Gardner Tom Hoff Rich Lambourne David Lee Ryan Millar William Priddy Sean Rooney Riley Salmon Clay Stanley Kevin Hansen Scott Touzinsky | Brazilië Anderson (1-1-0) André (1-1-0) André Heller (1-1-0) Dante (1-1-0) Giba (1-1-0) Gustavo (1-1-0) Rodrigão (1-1-0) Sérgio (1-1-0) Bruno Marcelinho Murilo Samuel Fuchs                                                                    | Rusland Vadim Chamoettskich (0-1-2) Aleksej Koelesjov (0-1-2) Sergej Tetjoechin (0-1-2) Aleksandr Kosarev (0-0-2) Aleksey Verbov (0-0-2) Joeri Berezjko Sergej Grankin Aleksandr Korneev Maxim Mikhaylov Aleksey Ostapenko Semyon Poltavskiy Aleksandr Volkov |
| 2012   | Rusland Sergej Tetjoechinn (1-1-2) Joeri Berezjko (1-0-1) Sergej Grankin (1-0-1) Maksim Michajlov (1-0-1) Aleksandr Volkov (1-0-1) Nikolaj Apalikov Aleksandr Boetko Dmitri Iljinich Taras Chtej Dmitri Moeserski Aleksej Obmotsjajev Aleksandr Sokolov                               | Brazilië Dante (1-2-0) Giba (1-2-0) Rodrigão (1-2-0) Bruno (0-2-0) Murilo (0-2-0) Lucão Ricardo Garcia Sérgio Santos Sidão Thiago Soares Alves Wallace de Souza Leandro Vissotto                                                                | Italië Samuele Papi (0-2-2) Alessandro Fei (0-1-2) Luigi Mastrangelo (0-1-2) Andrea Bari Emanuele Birarelli Dante Boninfante Andrea Giovi Michal Lasko Simone Parodi Cristian Savani Dragan Travica Ivan Zajtsev                                              |
| 2016   | Brazilië Bruno (1-2-0) Sérgio Santos (1-1-0) Wallace de Souza (1-1-0) William Arjona Éder Carbonera Luiz Felipe Fonteles Evandro Guerra Ricardo Lucarelli Souza Lucas Saatkamp Maurício Silva Douglas Souza Maurício Souza                                                            | Italië Emanuele Birarelli (0-1-1) Ivan Zajtsev (0-1-1) Oleg Antonov Simone Buti Massimo Colaci Simone Giannelli Osmany Juantorena Filippo Lanza Matteo Piano Salvatore Rossini Pasquale Sottile Luca Vettori                                    | Verenigde Staten David Lee (1-0-1) William Priddy (1-0-1) Matthew Anderson Micah Christenson Maxwell Holt Thomas Jaeschke Aaron Russell Taylor Sander Erik Shoji Kawika Shoji David Smith Murphy Troy                                                         |
| 2020   | Frankrijk Stephen Boyer Antoine Brizard Daryl Bultor Barthélémy Chinenyeze Trévor Clévenot Jenia Grebennikov Nicolas Le Goff Yacine Louati Earvin Ngapeth Jean Patry Kevin Tillie Benjamin Toniutti                                                                                   | Russische ploeg Maksim Michajlovv (1-1-1) Denis Bogdan Valentin Goloebev Ivan Jakovlev Jegor Kljoek Igor Kobzar Iljas Koerkajev Pavel Pankov Viktor Poletajev Jaroslav Podlesnych Dmitri Volkov Artjom Volvitsj                                 | Argentinië Facundo Conte Santiago Danani Luciano De Cecco Agustín Loser Bruno Lima Nicolás Méndez Ezequiel Palacios Federico Pereyra Cristian Poglajen Martín Ramos Matías Sánchez Sebastián Solé                                                             |
| 2024   | Frankrijk Antoine Brizard (2-0-0) Barthélémy Chinenyeze (2-0-0) Trévor Clévenot (2-0-0) Jenia Grebennikov (2-0-0) Nicolas Le Goff (2-0-0) Yacine Louati (2-0-0) Earvin N'Gapeth (2-0-0) Jean Patry (2-0-0) Kévin Tillie (2-0-0) Benjamin Toniutti (2-0-0) Théo Faure Quentin Jouffroy | Polen Mateusz Bieniek Tomasz Fornal Norbert Huber Marcin Janusz Łukasz Kaczmarek Jakub Kochanowski Bartosz Kurek Wilfredo León Grzegorz Łomacz Kamil Semeniuk Aleksander Śliwka Paweł Zatorski                                                  | Verenigde Staten Matt Anderson (0-0-2) Micah Christenson (0-0-2) Maxwell Holt (0-0-2) Thomas Jaeschke (0-0-2) Aaron Russell (0-0-2) Erik Shoji (0-0-2) David Smith (0-0-2) Taylor Averill Torey DeFalco Jeffrey Jendryk Micah Maʻa Garrett Muagututia         |

| Land | Goud | Zilver | Brons |
| ---- | ---- | ------ | ----- |
| BRA  | 3    | 3      | 0     |
| URS  | 3    | 2      | 1     |
| USA  | 3    | 0      | 3     |
| FRA  | 2    | 0      | 0     |
| RUS  | 1    | 1      | 2     |
| JPN  | 1    | 1      | 1     |
| NED  | 1    | 1      | 0     |
| POL  | 1    | 1      | 0     |
| YUG  | 1    | 0      | 1     |
| ITA  | 0    | 3      | 3     |
| TCH  | 0    | 1      | 1     |
| BUL  | 0    | 1      | 0     |
| GDR  | 0    | 1      | 0     |
| ROC  | 0    | 1      | 0     |
| ARG  | 0    | 0      | 2     |
| CUB  | 0    | 0      | 1     |
| ROU  | 0    | 0      | 1     |

## Vrouwen
N.B. Bij meervoudige medaillewinnaars staan aantal medailles als (goud-zilver-brons) weergegeven.
| Editie | Goud | Zilver | Brons |
| ------ | --- | --- | --- |
| 1964   | Japan Yuko Fujimoto Yuriko Handa Sata Isobe Masae Kasai Masako Kondo Katsumi Matsumura Yoshiko Matsumura Emiko Miyamoto Setsuko Sasaki Ayano Shibuki Yoko Shinozaki Kinuko Tanida | Sovjet-Unie Nelli Abramova Astra Biltauer Lyudmila Buldakova Lyudmila Gureeva Valentina Kamenek-Vinogradova Marita Katusheva Ninel Lukanina Valentina Mishak Tatyana Roshchina Inna Ryskal Antonina Ryzhova Tamara Tikhonina                                                                         | Polen Hanna Busz Krystyna Czajkowska Maria Golimowska Barbara Hermel Krystyna Jakubowska Danuta Kordaczuk Krystyna Krupa Józefa Ledwig Jadwiga Marko Jadwiga Rutkowska Maria Śliwka Zofia Szczęśniewska                                                                            |
| 1968   | Sovjet-Unie Lyudmila Buldakova (1-1-0) Valentina Kamenek-Vinogradova (1-1-0) Inna Ryskal (1-1-0) Vera Galuskha-Duyunova Vera Lantratova Galina Leontyeva Lyudmila Mikhailovskaya Tatyana Ponyaneva-Tretyakova Roza Salikhova Tatyana Sarycheva Nina Smoleeva Tatyana Veinberga                   | Japan Sachiko Fukunaka Makiko Furukawa Keiko Hama Setsuko Inoue Toyoko Iwahara Yōko Kasahara Yukiyo Kojima Sumie Oinuma Aiko Onozawa Kunie Shishikura Suzue Takayama Setsuko Yoshida | Polen Krystyna Czajkowska (0-0-2) Krystyna Jakubowska (0-0-2) Krystyna Krupa (0-0-2) Józefa Ledwig (0-0-2) Zofia Szczęśniewska (0-0-2) Halina Aszkiełowicz Lidia Chmielnicka Jadwiga Książek Barbara Niemczyk Krystyna Ostromęcka Elżbieta Porzec Wanda Wiecha                     |
| 1972   | Sovjet-Unie Lyudmila Buldakova (2-1-0) Inna Ryskal (2-1-0) Vera Galushka-Duyunova (2-0-0) Galina Leontyeva (2-0-0) Tatyana Ponyaeva-Tretyakova (2-0-0) Roza Salikhova (2-0-0) Tatyana Sarycheva (2-0-0) Nina Smoleeva (2-0-0) Lyudmila Borozna Tatyana Gonobobleva Natalya Kudreva Lyubov Turina | Japan Katsumi Matsumura (1-1-0) Makiko Furukawa (0-2-0) Keiko Hama (0-2-0) Toyoko Iwahara (0-2-0) Sumie Oinuma (0-2-0) Takako Iida Mariko Okamoto Seiko Shimakage Michiko Shiokawa Takako Shirai Noriko Yamashita Yaeko Yamazaki                                                                     | Noord-Korea Hwang He-suk Jang Ok-rim Jong Ok-jin Kang Ok-sun Kim Myong-suk Kim Su-dae Kim Yeun-ja Kim Zung-bok Paek Myong-suk Ri Chun-ok Ryom Chun-ja |
| 1976   | Japan Takako Iida (1-1-0) Mariko Okamoto (1-1-0) Yuko Arakida Katsuko Kanesaka Kiyomi Kato Echiko Maeda Noriko Matsuda Takako Shirai (2) Shoko Takayanagi Hiromi Yano Juri Yokoyama Mariko Yoshida                                                                                               | Sovjet-Unie Inna Ryskal (2-2-0) Nina Smoleeva (2-1-0) Larisa Bergen Liudmila Chernyshova Olga Kozakova Natalya Kushnir Nina Muradyan Liliya Osadchaya Anna Rostova Lyubov Rudovskaya Lyudmila Shchetinina Zoya Yusova                                                                                | Zuid-Korea Baik Myung-sun Byon Kyung-ja Chang Hee-sook Jo Hea-jung Jung Soon-ok Lee Soon-bok Lee Soon-ok Ma Kum-ja Park Mi-kum Yoon Young-nae Yu Jung-hyae Yu Kyung-hwa |
| 1980   | Sovjet-Unie Liudmila Chernyshova (1-1-0) Elena Akhaminova Elena Andreiuk Svetlana Badulina Liubov Kozyreva Lidia Loginova Irina Makogonova Svetlana Nikishina Larisa Pavlova Nadezhda Radzevich Natalia Razumova Olga Solovova                                                                   | DDR Katharina Bullin Barbara Czekalla Brigitte Fetzer Andrea Heim Ute Kostrzewa Heike Lehmann Christine Mummhardt Karin Püschel Karla Roffeis Martina Schmidt Annette Schultz Anke Westendorf | Bulgarije Verka Borisova Tsvetana Bozhurina Rositsa Dimitrova Tanya Dimitrova Maya Georgieva Margarita Gerasimova Tanya Gogova Valentina Ilieva Rumyana Kaisheva Anka Khristolova Silviya Petrunova Galina Stancheva                                                               |
| 1984   | China Hou Yuzhu Jiang Ying Lang Ping Li Yanjun Liang Yan Su Huijuan Yang Xiaojun Yang Xilan Zhang Rongfang Zheng Meizhu Zhou Xiaolan Zhu Ling | Verenigde Staten Jeanne Beauprey Carolyn Becker Linda Chisholm Rita Crockett Laurie Flachmeier Debbie Green Flo Hyman Rose Magers Kimberly Ruddins Julie Vollertsen Paula Weishoff Susan Woodstra | Japan Yumi Egami Norie Hiro Miyoko Hirose Kyoko Ishida Yoko Kagabu Yuko Mitsuya Keiko Miyajima Kimie Morita Kumi Nakada Emiko Odaka Sachiko Otani Kayoko Sugiyama |
| 1988   | Sovjet-Unie Svetlana Koritova Tatyana Krainova Olga Krivosheeva Marina Kumysh Marina Nikoulina Valentina Ogienko Elena Ovchinnikova Irina Perkhomchuk Olga Shkurnova Tatyana Sidorenko Irina Smirnova Elena Volkova                                                                              | Peru Luisa Cervera Alejandra de la Guerra Denisse Fajardo Miriam Gallardo Rosa García Sonia Heredia Katherine Horny Natalia Málaga Gabriela Pérez del Solar Cecilia Tait Gina Torrealva Cenaida Uribe                                                                                                | China Dan Wu Guo-Jun Li Hong Zhao Huijuan Su Mei-Zhu Zheng Xi-Lan Yang Xiao-Jun Yang Ya-Jun Wang Ying Jiang Yong-Mei Cui Yu-Zhu Hou Yue-Ming Li |
| 1992   | Cuba Regla Bell Mercedes Calderón Magaly Carvajal Marlenis Costa Ana Fernández Idalmis Gato Lilia Izquierdo Norka Latamblet Mireya Luis Raisa O'Farrill Tania Ortiz Regla Torres | Gezamenlijk team Svetlana Koritova (1-1-0) Marina Nikoulina (1-1-0) Valentina Ogienko (1-1-0) Tatyana Sidorenko (1-1-0) Irina Smirnova (1-1-0) Yevgeniya Artamonova Galina Lebedeva Tatiana Menchova Natalya Morozova Elena Tcheboukina Elena Tyurina Svetlana Vassilevskaia                         | Verenigde Staten Paula Weishoff (0-1-1) Janet Cobbs Tara Cross-Battle Lori Endicott Caren Kemner Ruth Lawanson Tammy Liley Elaina Oden Kimberley Oden Teee Sanders Liane Sato Yoko Zetterlund                                                                                      |
| 1996   | Cuba Regla Bell (2-0-0) Magaly Carvajal (2-0-0) Marlenis Costa (2-0-0) Ana Fernández (2-0-0) Idalmis Gato (2-0-0) Lilia Izquierdo (2-0-0) Mireya Luis (2-0-0) Raisa O'Farrill (2-0-0) Regla Torres (2-0-0) Taismary Agüero Mirka Francia Yumilka Ruiz                                            | China Cui Yong-Mei He Qi Lai Yawen Li Yan Liu Xiaoning Pan Wenli Sun Yue Wang Lina Wang Yi Wang Ziling Wu Yongmei Zhu Yunying | Brazilië Ana Ida Alvares Leila Barros Filo Bodziak Hilma Caldeira Ana Connelly Marcia Cunha Virna Dias Ana Moser Ana Sanglard Hélia Souza Sandra Suruagy Fernanda Venturini |
| 2000   | Cuba Regla Bell (3-0-0) Marlenis Costa (3-0-0) Ana Fernández (3-0-0) Idalmis Gato (3-0-0) Lilia Izquierdo (3-0-0) Mireya Luis (3-0-0) Regla Torres (3-0-0) Taismary Agüero (2-0-0) Mirka Francia (2-0-0) Yumilka Ruiz (2-0-0) Zoila Barros Martha Sánchez                                        | Rusland Yevgeniya Artamonova Anastasiya Belikova Yekaterina Gamova Yelena Godina Tatyana Gracheva Lioubov Kılıç Inessa Korkmaz Natalya Morozova Olga Potachova Elizaveta Tishchenko Elena Tyurina Yelena Vasilevskaya                                                                                | Brazilië Leila Barros (0-0-2) Virna Dias (0-0-2) Hélia Souza (0-0-2) Erika Coimbra Janina Conceição Kely Fraga Ricarda Lima Kátia Lopes Elisângela Oliveira Walewska Oliveira Karin Rodrigues Raquel Silva                                                                         |
| 2004   | China Wang Lina (1-1-0) Chen Jing Feng Kun Li Shan Liu Yanan Song Nina Yang Hao Zhang Na Zhang Ping Zhang Yuehong Zhao Ruirui Zhou Suhong | Rusland Yevgeniya Artamonova (0-2-0) Yekaterina Gamova (0-2-0) Lioubov Kılıç (0-2-0) Elizaveta Tishchenko (0-2-0) Elena Tyurina (0-2-0) Olga Chukanova Aleksandra Korukovets Olga Nikolaeva Yelena Plotnikova Natalya Safronova Marina Sheshenina Irina Tebenikhina                                  | Cuba Ana Fernández (3-0-1) Yumilka Ruiz (2-0-1) Zoila Barros (1-0-1) Marta Sánchez (1-0-1) Rosir Calderon Nancy Carrillo Maybelis Martínez Liana Mesa Anniara Muñoz Yaima Ortíz Daimí Ramírez Dulce Téllez                                                                         |
| 2008   | Brazilië Hélia Souza (1-0-2) Walewska Oliveira (1-0-1) Carolina Albuquerque Jaqueline Carvalho Sheilla Castro Fabiana Claudino Welissa Gonzaga Thaísa Menezes Valeska Menezes Fabiana de Oliveira Paula Pequeno Marianne Steinbrecher                                                            | Verenigde Staten Robyn Ah Mow-Santos Lindsey Berg Heather Bown Nicole Davis Kim Glass Tayyiba Haneef-Park Jennifer Joines Ogonna Nnamani Danielle Scott-Arruda Stacy Sykora Logan Tom Kim Willoughby                                                                                                 | China Feng Kun (1-0-1) Liu Yanan (1-0-1) Yang Hao (1-0-1) Zhang Na (1-0-1) Zhou Suhong (1-0-1) Li Juan Ma Yunwen Wang Yimei Wei Qiuyue Xu Yunli Xue Ming Zhao Ruirui |
| 2012   | Brazilië Jaqueline Carvalho (2-0-0) Sheilla Castro (2-0-0) Fabiana Claudino (2-0-0) Thaísa Menezes (2-0-0) Fabiana de Oliveira (2-0-0) Paula Pequeno (2-0-0) Tandara Caixeta Fernanda Ferreira Fernanda Garay Dani Lins Natália Pereira Adenízia da Silva                                        | Verenigde Staten Lindsey Berg (0-2-0) Nicole Davis (0-2-0) Tayyiba Haneef-Park (0-2-0) Danielle Scott-Arruda (0-2-0) Logan Tom (0-2-0) Foluke Akinradewo Christa Harmotto Megan Hodge Destinee Hooker Jordan Larson Tamari Miyashiro Courtney Thompson                                               | Japan Erika Araki Yukiko Ebata Kaori Inoue Maiko Kano Saori Kimura Hitomi Nakamichi Ai Otomo Saori Sakoda Yuko Sano Risa Shinnabe Yoshie Takeshita Mai Yamaguchi |
| 2016   | China Wei Qiuyue (1-0-1) Xu Yunli (1-0-1) Ding Xia Gong Xiangyu Hui Ruoqi Lin Li Liu Xiaotong Yan Ni Yang Fangxu Yuan Xinyue Zhang Changning Zhu Ting | Servië Tijana Bošković Jovana Brakočević Bianka Buša Tijana Malešević Brankica Mihajlović Jelena Nikolić Maja Ognjenović Silvija Popović Milena Rašić Jovana Stevanović Stefana Veljković Bojana Živković                                                                                            | Verenigde Staten Foluke Akinradewo (0-1-1) Christa Harmotto (0-1-1) Jordan Larson (0-1-1) Courtney Thompson (0-1-1) Rachael Adams Kayla Banwarth Alisha Glass Kimberly Hill Carli Lloyd Karsta Lowe Kelly Murphy Kelsey Robinson                                                   |
| 2020   | Verenigde Staten Foluke Akinradewo (1-1-1) Jordan Larson (1-1-1) Kimberly Hill (1-0-1) Kelsey Robinson (1-0-1) Michelle Bartsch-Hackley Andrea Drews Micha Hancock Chiaka Ogbogu Jordyn Poulter Jordan Thompson Haleigh Washington Justine Wong-Orantes                                          | Brazilië Tandara Caixeta (1-1-0) Fernanda Garay (1-1-0) Natália Pereira (1-1-0) Camila Brait Macris Carneiro Ana Beatriz Corrêa Carol Gattaz Gabriela Guimarães Rosamaria Montibeller Roberta Ratzke Ana Carolina da Silva Ana Cristina de Souza                                                     | Servië Tijana Bošković (0-1-1) Bianka Buša (0-1-1) Brankica Mihajlović (0-1-1) Maja Ognjenović (0-1-1) Silvija Popović (0-1-1) Milena Rašić (0-1-1) Maja Aleksić Ana Bjelica Jelena Blagojević Bojana Milenković Slađana Mirković Mina Popović                                     |
| 2024   | Italië Ekaterina Antropova Caterina Bosetti Carlotta Cambi Anna Danesi Monica De Gennaro Paola Egonu Sarah Luisa Fahr Gaia Giovannini Marina Lubian Loveth Omoruyi Alessia Orro Ilaria Spirito Myriam Sylla                                                                                      | Verenigde Staten Jordan Larson (1-2-1) Kelsey Robinson Cook (1-1-1) Andrea Drews (1-1-0) Micha Hancock (1-1-0) Chiaka Ogbogu (1-1-0) Jordyn Poulter (1-1-0) Jordan Thompson (1-1-0) Haleigh Washington (1-1-0) Justine Wong-Orantes (1-1-0) Lauren Carlini Kathryn Plummer Dana Rettke Avery Skinner | Brazilië Macris Carneiro (0-1-1) Gabriela Guimarães (0-1-1) Rosamaria Montibeller (0-1-1) Roberta Ratzke (0-1-1) Ana Carolina da Silva (0-1-1) Ana Cristina de Souza (0-1-1) Natália Araújo Júlia Bergmann Nyeme Costa Diana Duarte Thaísa Menezes Tainara Santos Lorenne Teixeira |

| Land | Goud | Zilver | Brons |
| ---- | ---- | ------ | ----- |
| URS  | 4    | 2      | 0     |
| CHN  | 3    | 1      | 2     |
| CUB  | 3    | 0      | 1     |
| JPN  | 2    | 2      | 2     |
| BRA  | 2    | 1      | 3     |
| USA  | 1    | 4      | 2     |
| ITA  | 1    | 0      | 0     |
| RUS  | 0    | 2      | 0     |
| SRB  | 0    | 1      | 1     |
| EUN  | 0    | 1      | 0     |
| GDR  | 0    | 1      | 0     |
| POL  | 0    | 0      | 2     |
| BUL  | 0    | 0      | 1     |
| KOR  | 0    | 0      | 1     |
| PRK  | 0    | 0      | 1     |

Tokio 1964 · 
Mexico-stad 1968 · 
München 1972 · 
Montréal 1976 · 
Moskou 1980 · 
Los Angeles 1984 · 
Seoel 1988 · 
Barcelona 1992 · 
Atlanta 1996 · 
Sydney 2000 · 
Athene 2004 · 
Peking 2008 · 
Londen 2012 · 
Rio de Janeiro 2016 · 
Tokio 2020 · 
Parijs 2024 · 
Los Angeles 2028 
Medaillewinnaars: Beachvolleybal · Zaalvolleybal